# جون ماكلولين (رسام)
جون ماكلولين (بالإنجليزية: John McLaughlin)‏ هو رسام ومترجم أمريكي، ولد في 21 مايو 1898 في مقاطعة نورفولك في الولايات المتحدة، وتوفي في 22 مارس 1976 في لوس أنجلوس في الولايات المتحدة.